# Trimma randalli
Trimma randalli es una especie de peces de la familia de los Gobiidae en el orden de los Perciformes.

## Morfología
Los machos pueden llegar a alcanzar los 2 cm de longitud total.

## Hábitat
Es un pez de Mar y de clima tropical y asociado a los  arrecifes de coral hasta los 2-17 m de profundidad.

## Distribución geográfica
Se encuentra en la República de Palau y las Filipinas.

## Observaciones
Es inofensivo para los humanos.